# Ossinniki
Ossinniki (en russe : Осинники) est une ville minière de l'oblast de Kemerovo, en Russie. Elle est située au sud de la Sibérie occidentale. Sa population s'élevait à 41 887 en 2019.

## Géographie
Ossiniki se trouve dans le sud du Kouzbass à environ 25 km au sud-est de Novokouznetsk et à 208 km au sud-est de Kemerovo. La ville s'étire le long de la vallée de la petite rivière de Kandalep jusqu'à son confluent avec la rivière Kondoma, un affluent de la Tom (bassin de l'Ob).
Le climat est continental.
Sur le plan administratif, Ossiniki est rattachée directement à l'oblast. Cinq villages comptant en tout 15 043 habitants sont rattachés directement à la ville : l'entité administrative de la ville d'Ossiniki compte donc en tout 64 823 habitants en 2006.

## Histoire
Ossinniki a été créé en 1926 sur l'emplacement du village chor de Ossinovka pour accompagner l'ouverture d'une mine de charbon. En 1931, la localité accéda au statut de commune urbaine, puis en 1938 à celui de ville.

## Population
Recensements ou estimations de la population
| 1939*  | 1959*  | 1970*  | 1979*  | 1989*  |
| ------ | ------ | ------ | ------ | ------ |
| 25 449 | 68 107 | 61 970 | 59 805 | 62 687 |

| 2002*  | 2010*  | 2012   | 2013   | 2014   |
| ------ | ------ | ------ | ------ | ------ |
| 51 057 | 46 001 | 44 983 | 44 771 | 44 229 |

| 2015   | 2016   | 2017   | 2018   | 2019   |
| ------ | ------ | ------ | ------ | ------ |
| 43 901 | 43 445 | 43 008 | 42 454 | 41 887 |

## Économie
La principale activité est l'extraction de charbon qui se fait dans les mines d'Alarda et de Kapitalnaïa. Il existe également une centrale thermique, des briqueteries et scieries.

## Transports
Ossiniki est desservi par le chemin de fer (gare de Kandalep, Кандалеп) et se trouve sur la route Novokouznetsk – Tachtagol.
La ville dispose d'un réseau de tramway d'une longueur de 10,1 km qui transporte 7,2 millions de passagers par an (2003).